# Brentino Belluno
Brentino Belluno ist eine italienische Gemeinde (comune) mit 1342 Einwohnern (Stand 31. Dezember 2023) in der Provinz Verona in Venetien.

## Geographie
Die Gemeinde liegt etwa 25 Kilometer nordnordwestlich von Verona an der Etsch im Vallagarina. Sie gehört zur Comunità Montana del Baldo und grenzt an das Trentino. Der Gemeindesitz befindet sich in der Fraktion Rivalta.

## Verkehr
Durch das Gemeindegebiet führt die Brennerautobahn A22.

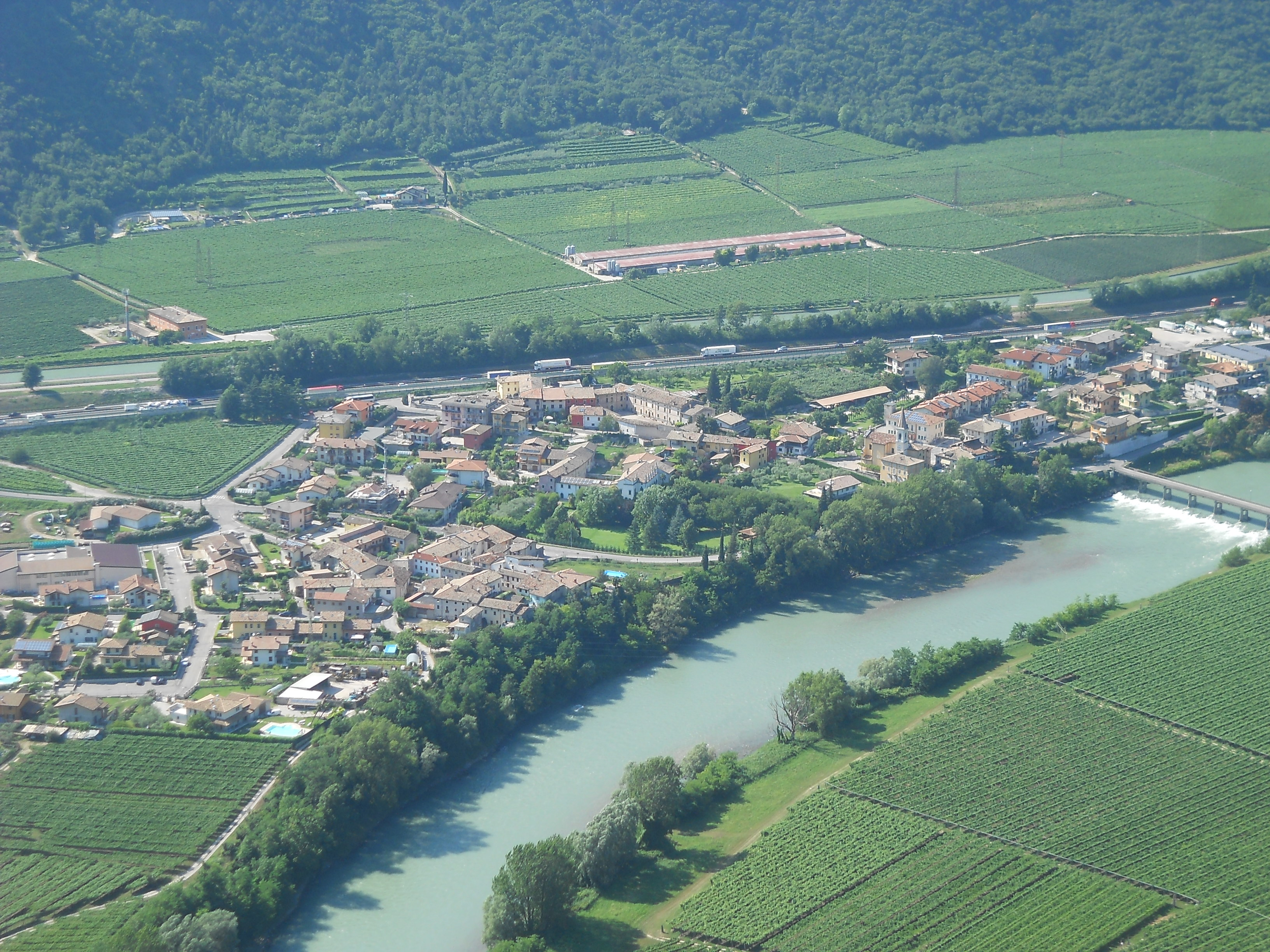
Ortsteil Rivalta
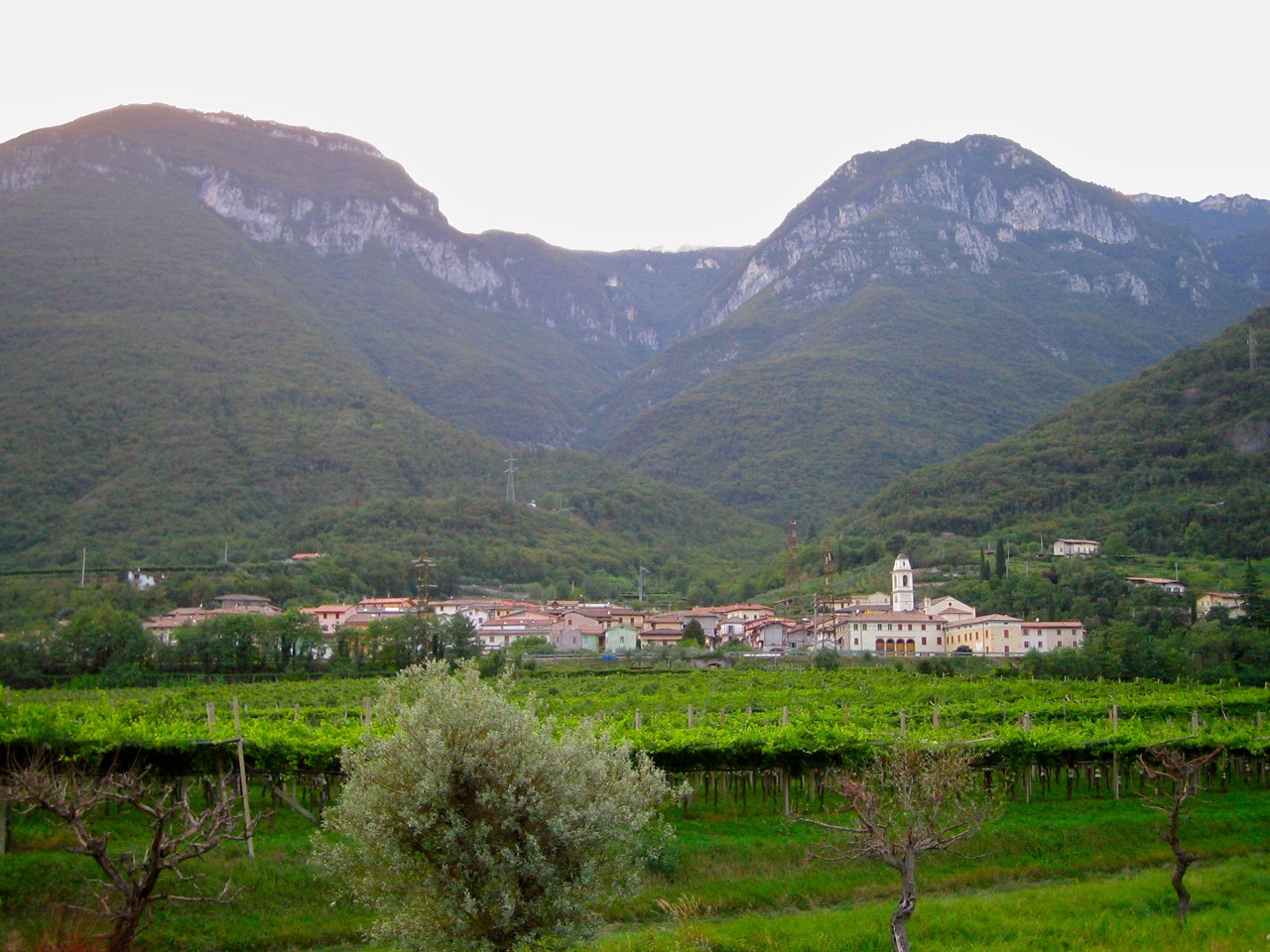
Ortsteil Belluno Veronese
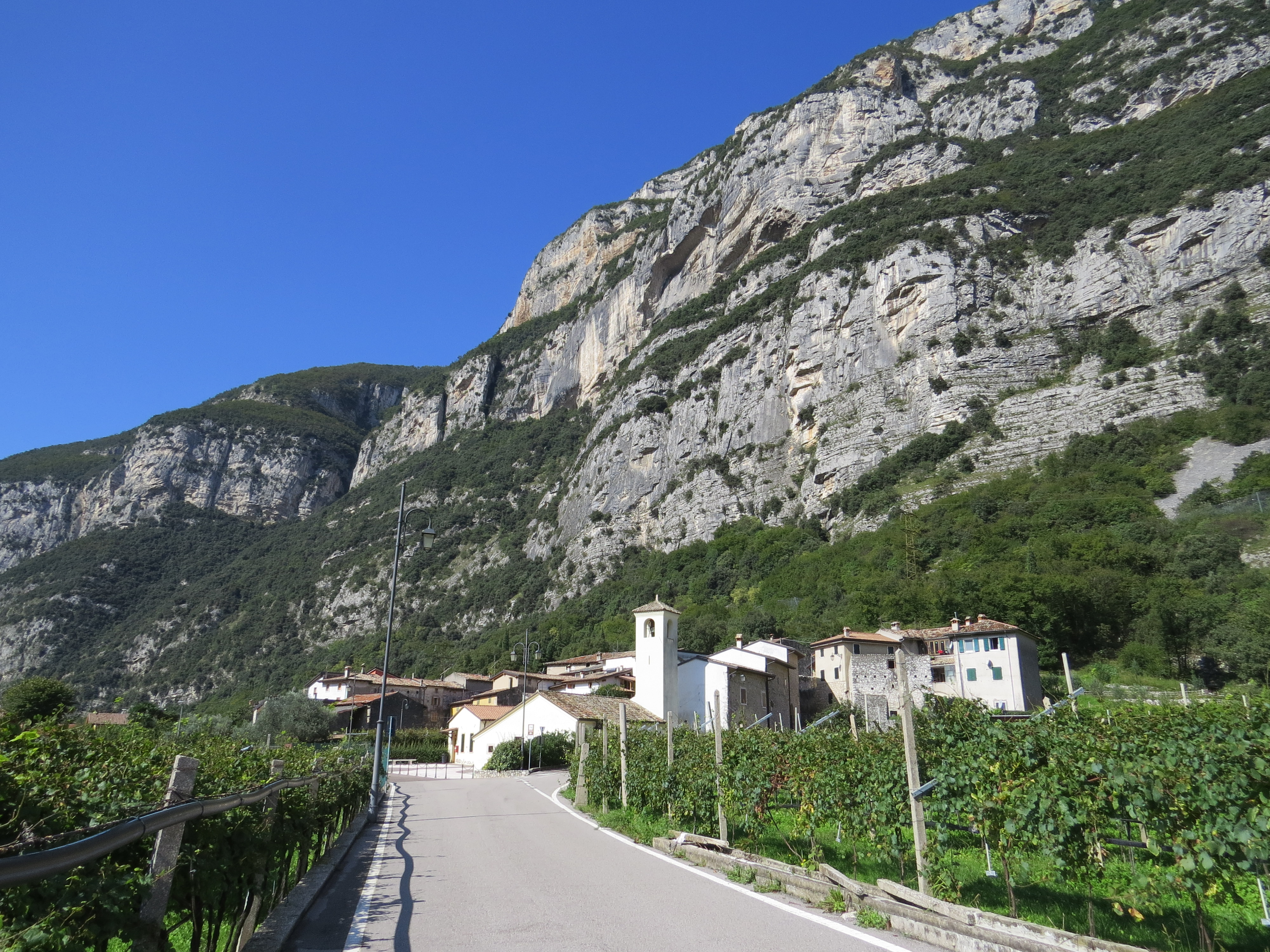
Ortsteil Preabocco
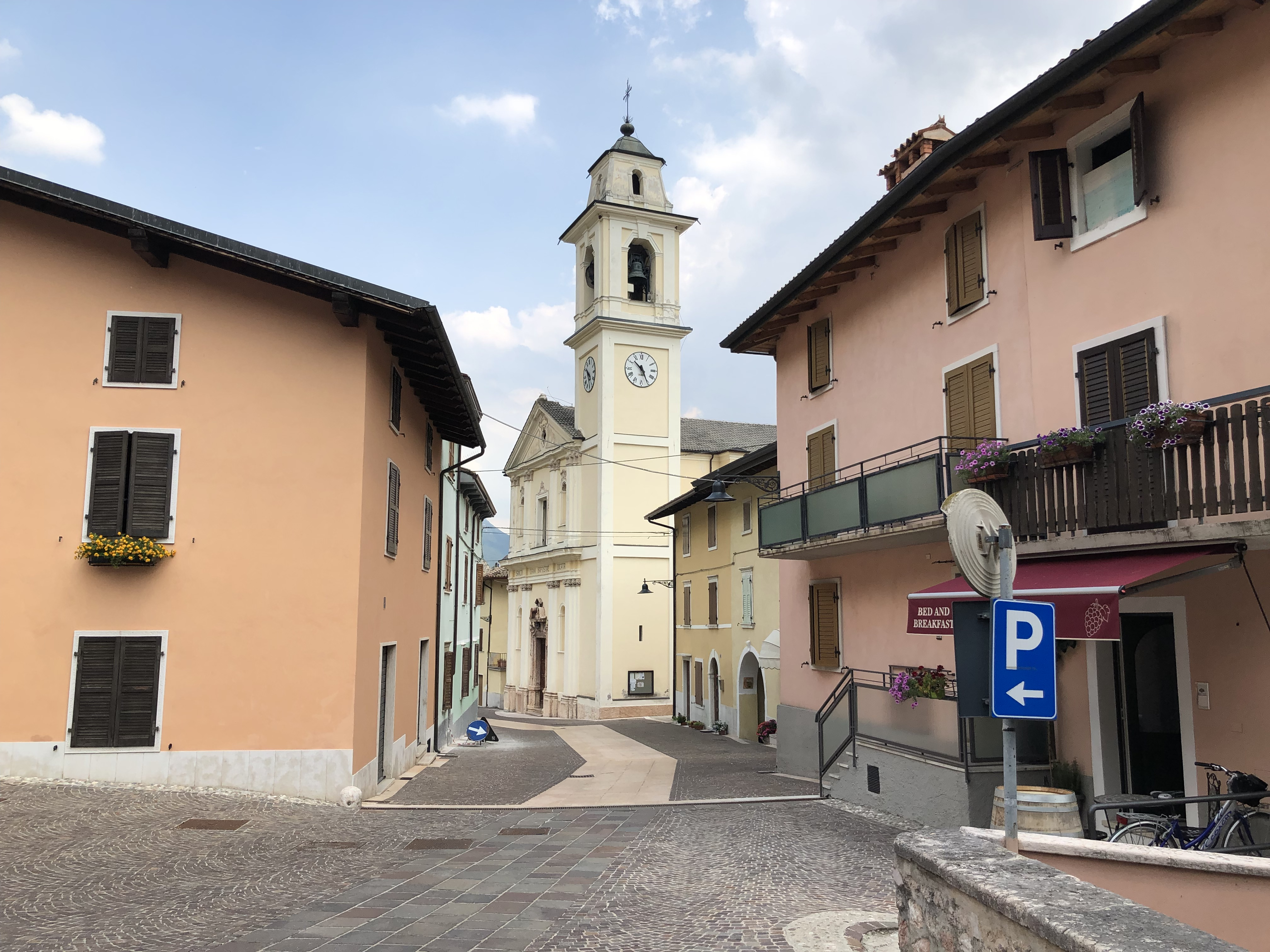
Pfarrkirche San Giovanni Battista